# Guillaume de Brunswick-Lunebourg
Guillaume (4 juillet 1535 – 20 août 1592), dit « le Jeune » (der Jüngere), est duc de Brunswick-Lunebourg et prince de Lunebourg de 1559 à sa mort.

## Biographie
Quatrième fils du duc Ernest « le Confesseur » et de son épouse Sophie de Mecklembourg-Schwerin, il succède à son frère aîné François-Othon en 1559, conjointement avec son autre frère Henri jusqu'en 1569.

## Descendance
En 1561, Guillaume épouse Dorothée (1546-1617), fille du roi de Danemark et de Norvège Christian III. Quinze enfants sont nés de leur union :
- Sophie de Brunswick-Lunebourg (1563-1639), épouse en 1579 le margrave Georges-Frédéric de Brandebourg-Ansbach ;
- Ernest (1564-1611), duc de Brunswick-Lunebourg ;
- Élisabeth (1565-1621), épouse en 1586 le comte Frédéric de Hohenlohe ;
- Christian (1566-1633), évêque de Minden, duc de Brunswick-Lunebourg ;
- Auguste (1568-1636), évêque de Minden, duc de Brunswick-Lunebourg ;
- Dorothée de Brunswick-Lunebourg (1570-1649), épouse en 1586 le comte palatin Charles Ier de Birkenfeld ;
- Claire (1571-1658), épouse en 1593 le comte Guillaume de Schwarzbourg-Frankenhausen ;
- Anne-Ursule (1572-1601) ;
- Marguerite de Brunswick-Lunebourg (1573-1643), épouse en 1599 Jean-Casimir de Saxe-Cobourg ;
- Frédéric (1574-1648), duc de Brunswick-Lunebourg ;
- Marie (1575-1610) ;
- Magnus (1577-1632) ;
- Georges (1582-1641), duc de Brunswick-Calenberg, épouse en 1617 Anne-Éléonore de Hesse-Darmstadt ;
- Jean (1583-1628), évêque de Minden ;
- Sibylle (1584-1652), épouse en 1617 Jules-Ernest de Brunswick-Dannenberg.

## Ascendance